# Тудор Владимиреску (Албешти)
Тудор Владимиреску (рум. Tudor Vladimirescu) насеље је у Румунији у округу Ботошани у општини Албешти. Oпштина се налази на надморској висини од 136 m.

## Становништво
Према подацима из 2002. године у насељу је живело 1885 становника, од којих су сви румунске националности.